# حدیث بیاض و ریاض

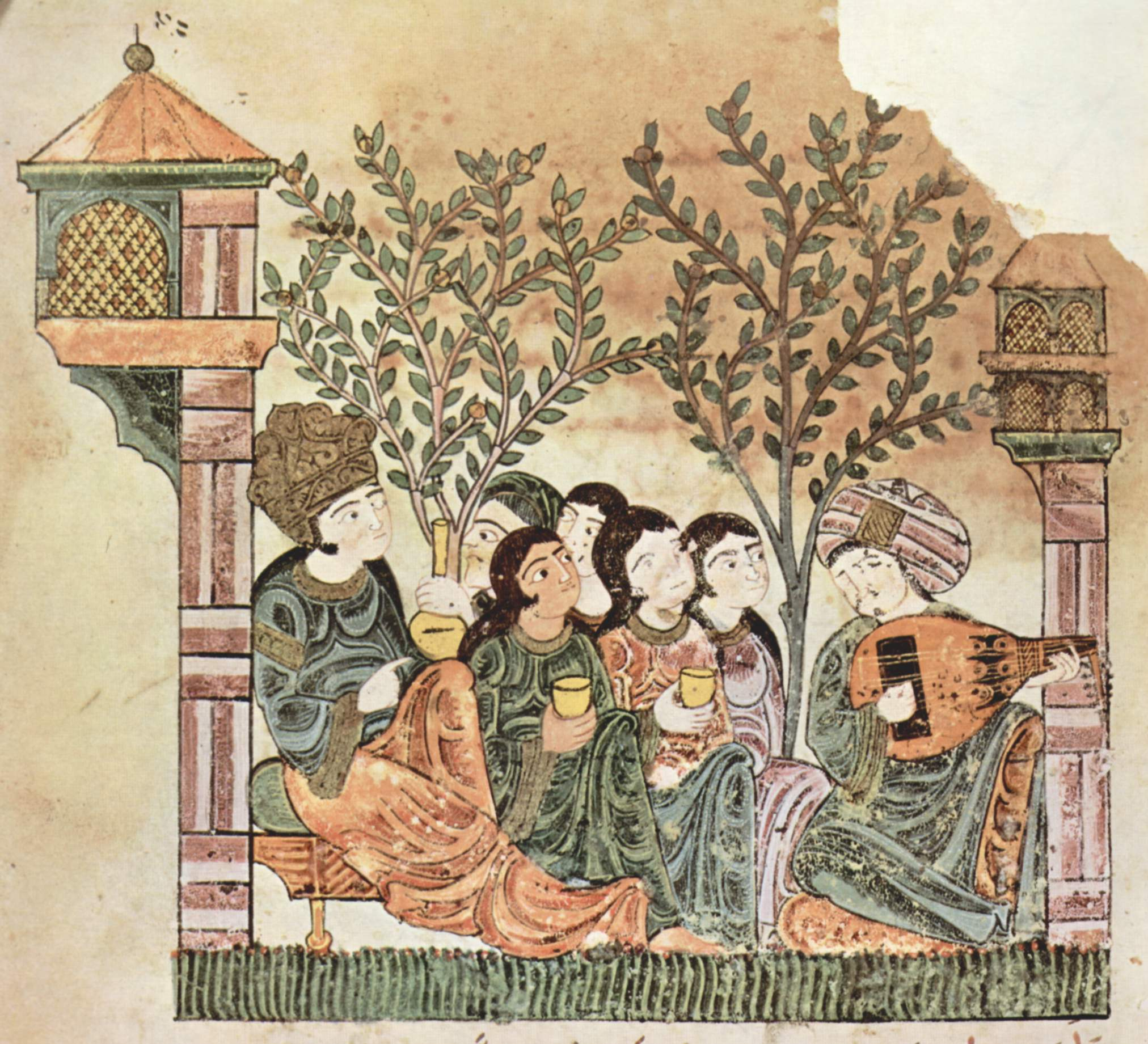

حدیث بیاض و ریاض نام یک داستان عاشقانه در ادبیات عربی است که در حدود سدهٔ ۱۳ میلادی (قرن هفتم هجری) نوشته شده‌است. شخصیت اصلی آن ریاض، یک دختر تحصیل کرده‌است که در دربار یک وزیر عراقی که از او اسم برده نشده زندگی می‌کند.
گفته می‌شود که حدیث بیاض و ریاض تنها اثر مصوری است که از دوران حضور مسلمانان در اندلس اسپانیا باقی مانده‌است. تنها نسخهٔ موجود از این اثر، همینک در کتابخانه واتیکان نگهداری می‌شود.